# Planche des Belles Filles
Planche des Belles Filles je 1.148 metrov visoki vrh v francoskih Vogezih. Nahaja se na ozemlju občine Plancher-les-Mines (departma Haute-Saône). V neposredni bližini vrha leži istoimensko smučarsko središče, do katerega je speljana cesta iz Plancher-les-Mines, le-ta se nahaja jugozahodno od vrha, na ozemlju departmaja Haute-Saône, v bližini meje z ozemljem Belfort.

### Kolesarstvo
Planche des Belles Filles je vsako leto junija ciljno prizorišče kolesarske dirke Les Trois Ballons s kratkim vendar zahtevnim 5,5 km dolgim vzponom s povprečno 9,5% naklonino, z občasnimi razdelki zlasti na začetku vzpona tudi do 14%. Zmernejši je le zadnji kilometer, s 7% naklonom. 
Planche des Belles Filles bo 7. julija 2012 ciljno prizorišče tudi 7. etape 99. kolesarske dirke po Franciji. Ob adaptacijskih delih na cesti, potrebnih za organizacijo Toura, je prišlo tudi do ostrih nasprotovanj s strani okoljevarstvenega gibanja z utemeljitvijo, da dela niso bila predmet predhodnih posvetovanj, da niso v skladu s predpisi urbanističnega načrtovanja. Poleg tega naj bi dela povzročila degradacijo okolja, sam kraj pa se nahaja v neposredni bližini naravnega rezervata Ballons Comtois, podprtega z Naravo 2000.

- Glavni pogled v letu 2020.
- Panorama Planche des Belles Filles, februar 2011.

## Vir
1. ↑  Des-Belles-Filles défigurées ?, La Dépêche du Midi, 7. november 2011
2. ↑  Jean Becker, La Planche-des-Belles-Filles : des travaux titanesques et un sommet de mécontents, Le Pays, 19. oktober 2011